# 普润
普润（?—?），唐朝僧人。
景龍四年（710年），韦后称制，改元为唐隆，崔日用害怕祸及自身。通过宝昌寺僧普潤、道士王曄私自拜见臨淄王李隆基，结纳定計。李隆基與太平公主子薛崇簡、尚衣奉御王崇曄、公主府典籤王師虔、朝邑尉劉幽求、苑總監鍾紹京、長上折衝麻嗣宗、押萬騎果毅葛福順李仙鳧、道士馮處澄、普潤定策诛杀韦后。
李隆基为太子监国，被太平公主所忌，思立孱弱，以窃威权，太子忧危。普润为李隆基卜筮，克清内难，加三品，食实封，常入太子宫。王琚见到他，对他以天时人事，普润告知了李隆基。

## 資料來源
- 《旧唐书》崔日用传、王琚传
- 《新唐书》崔日用传、王琚传